# Долина жаху
«Долина жаху» (англ. The Valley of Fear) —  детективна повість  шотландського письменника Артура Конана Дойла. Вперше опублікована в «Strand Magazine» між вереснем 1914 і травнем 1915 року. Окреме видання вийшло у Нью-Йорку 27 лютого 1915 року.

## Сюжет
У першій частині Шерлок Холмс одержує шифрованого листа одного з підлеглих професора Моріарті, декого Порлока, у якому повідомляється, що готується напад на такого собі містера Дугласа. Через п'ять хвилин у будинок на Бейкер-стріт приходить інспектор Скотленд-Ярда Макдональд і повідомляє, що містер Дуглас вбитий у своєму маєтку. Історія здається Холмсу цікавою, і він береться до роботи. Після обстеження місця злочину й опитування свідків Холмс доходить висновку, що вбито зовсім не містера Дугласа, а того, хто хотів його вбити.
У другій частині розповідається, що Берді Едвардс, детектив з компанії Пінкертонів, під ім'ям Мак-Мердо приїхав у містечко Верміссу, щоб проникнути в банду «Чистильників», що була заодно й масонською ложею, і знищити її. Йому все вдається, але після цього кілька членів зграї опиняються на волі, і Берді Едвардс тікає під прибраним ім'ям Дуглас. Незважаючи на благополучне завершення історії, тому так і не вдається врятуватися: він гине, але вже від рук найманих вбивць професора Моріарті.